# Tatsumi

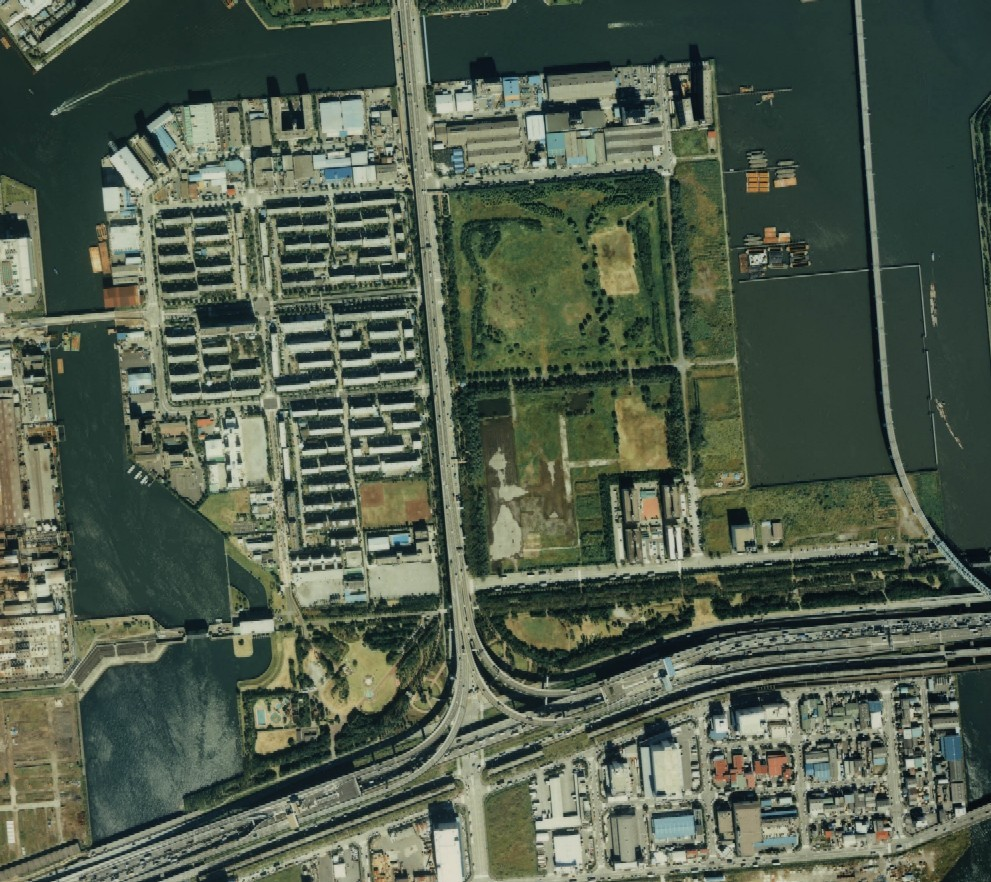
luchtfoto van Tatsumi uit 1989 waarop de driedeling door snelwegen te zien is

Tatsumi (Japans: 辰巳) is een stadsdeel van de speciale wijk Koto in de Japanse hoofdstad Tokio. Het is een landaanwinning in de Baai van Tokio en is volledig omsloten door water. Het stadsdeel grenst indirect aan Shiomi in het noorden, Yumenoshima en Shinkiba in het oosten en Shinonome in het westen. Tatsumi is via de weg met de omliggende stadsdelen verbonden en heeft een station aan de Yurakucho-lijn van de Tokiose metro. Daarnaast is er een voetgangersbrug die Tatsumi met Shinonome verbindt.
Het eiland wordt in drieën gedeeld door twee Shuto-autosnelwegen; de Wangan-lijn loopt van oost naar west door het zuiden van Tatsumi en de Fukagawa-lijn gaat vanaf de Wangan-lijn verder in noordelijke richting. Het westelijk deel is voornamelijk een woonwijk, terwijl het oostelijk deel met name uit parken bestaat. In het oostelijke deel bevinden zich verder het Tokyo Tatsumi International Swimming Center en het in constructie zijnde Tokyo Aquatics Centre waar in 2020 respectievelijk het waterpolo en de overige zwemsporten (baanzwemmen, schoonspringen en synchroonzwemmen) worden gehouden bij de Olympische Spelen. Het zuidelijk deel is daarnaast in gebruik als bedrijven- en haventerrein.